# Arcoscalpellum magnaecarinae
Arcoscalpellum magnaecarinae är en kräftdjursart som först beskrevs av Nilsson-cantell 1930.  Arcoscalpellum magnaecarinae ingår i släktet Arcoscalpellum och familjen Scalpellidae. Inga underarter finns listade i Catalogue of Life.